# Тајми
Ли Ок Џу (кореј. 이옥주, Lee Ok Joo), позната под псеудонимом Тајми (кореј. 타이미, Tymee), а раније и као Ивија (кореј. 이비아, E.via), јужнокорејска је реперка, текстописац, композитор и пијанисткиња. На почетку је наступала и као Непер (енгл. Napper). Позната је као најбржа корејска реперка.

## Срећно зло
Њен први албум E.via a.k.a. Happy Evil издат је 18. маја 2009. Створен је у сарадњи са певачицом Сори (кореј. 소리), чиме је Тајми задобила значајну медијску пажњу и популарност. Међутим, због песме Oppa! na haedodwae? (кореј. 오빠! 나 해도돼? — Чико! Могу ли то да урадим?), дошло је до контроверзе, када је извођење песме забраљено у корејској музичкој емисији Мјузик бенк. Званични разлог је то што песма садржи развратни текст испуњен сленгом.

## Забрана
Тајми је касније Министарство културе Јужне Кореје забранило извођење свих песама на свим музичким програмима, јер су текстови свих песама сматрани наметљивим и провокативним. Упркос забрани наступа у јавности, албум и песма Oppa! na haedodwae? продавани су на музичким сајтовима. Још један зашажен сингл је Shake са албума MUST HAVE, за који је снимљен и спот. Завршила је Евха женску средњу школу и бачелор је дигиталних садржаја.

## Малтретирање
Дана 30. јула 2012, Тајми је постала једна од оних који су активности групе Ти-џинјо прогласили претераним. Наиме, крајем јула 2012, објављено је да Хвајунг, чланица јужнокорејске кеј-поп групе Ти-ара, напушта тим. Као одговор на сазнања да је Хвајунг остале девојке напустила јер су је малтретирале, основана је онлајн група Ти-џинјо која захтева истину о Ти-ари.
Поводом ових догађаја, Тајми је рекла да, иако и она жели да зна истину и иако јој је жао због тога што је Хвајунг напустила групу, сматра да је оснивање Ти-џинјоа претерано, и да то може само увећани број оваквих малтретирања. Додала је и да је све то лов на вештице и да је потребно обуздати своју радозналост.

## Промена имена
Након благог затишја по питању наступа, Тајми је 5. јануара 2013. објавила да је напустила своју дотадашњу музичку кућу Дилајн арт медија (кореј. 디라인아트미디어, Dline Art Media). Такође, рекла је да том приликом мења и уметничко име из Ивија у Тајми. У продужетку објаве, као разлоге напуштања Дилајна наводи то да је у истој ситуацији као бенд Блок би, чији су чланови своју продуцентску кућу тужили јер их није плаћала пуних годину дана. Навела је и да је одлуку да настави као независни музичар донела како би спасила себе од пропасти. Предузеће је признало да јој дугује 2,7 милиона вона.

## Дискографија
| Датум             | Албум |
| 18. јун 2009.     |       |
| 4. август 2009.   |       |
| 29. арпил 2010.   |       |
| 13. октобар 2010. |       |
| 26. април 2012.   |       |